# Smrtka (kniha)
Smrtka (anglicky Scythe), jejímž autorem je americký spisovatel Neal Shusterman, je první knihou ze série nazvané Žatva Smrti. První americké vydání pochází z roku 2016. Jedná se o dystopický román z kategorie young adult. V roce 2017 byla Smrtka oceněna Michael L. Printz Award udělovanou americkou knihovnickou společností American Library Association.
Děj románu se odehrává v nedaleké budoucnosti, ve které se lidstvu podařilo dosáhnout takového pokroku, který umožňuje přežít naprostou většinu zranění, včetně těch smrtelných. V tom bodu tedy skončil věk, který je označován jako Věk smrtelnosti. Zároveň s lékařským pokrokem byl vytvořen Nimbus, omnipotentní umělá inteligence, která nejen, že je schopná přímé komunikace s každým jedním člověkem, zároveň ale řídí prakticky veškeré dění na planetě, včetně počasí. Státy se sjednotily a na Zemi vládne mír. Nimbus ale uznává smrt jako součást života, která je nezbytná, a která mu dává smysl. Sám o ní ale nechce rozhodovat, ani se v rozhodování o ní jakkoliv angažovat. Je ustanoven Cech Smrtek, lidí, jejichž úkolem je podle stanovených kvót „kosit“ lidi, kteří následně nesmí být zpět oživeni. Smrtky zároveň stojí zcela mimo dosah Nimbu a jeho rozhodovací kompetence se vůči nim neuplatňují.

## Děj
Smrtka Farraday, vážený člen Cechu Smrtek, přijme do učení dva studenty, Citru a Rowana. Podle pravidel se však Smrtkou může stát pouze jeden z nich. Sněm Smrtek rozhodne, že pouze jeden z Faradayových učedníků se může stát novou Smrtkou, druhý bude muset zemřít. Rowan s Citrou se navzájem snaží ochránit. Sám Faraday se rozhodne spáchat sebevraždu, aby ani jeden z jeho učedníků, které si během společně stráveného času oblíbil, nemusel zemřít, a oba byli svého učednictví zproštěni. Výcviku Rowana se ale ujme Smrtka Goddard z Nového řádu, jehož členové jsou fascinováni smrtí i umíráním, kosení uskutečňují i hromadně a metody kosení nevolí co nejmilosrdněji, a výcviku Citry se zhostí Smrtka Curie ze Starého řádu, ve kterém Smrtky vyjadřují úctu ke smrti i soucit při aktu kosení. 
Rowan postupně odkrývá nestvůrnost Goddardovy povahy, stává se součástí světa plného zvrhlého násilí, vydírání, vyhrožování a manipulace, ve kterém Smrtka Goddard vládne a obklopuje se Smrtkami s podobným pohledem na svět. Citra mezitím poznává zcela odlišný svět Smrtky Curie a připravuje se na závěrečný souboj mezi ní a Rowanem o to, který z nich nakonec získá místo Smrtky. Oba při samotném souboji bojují tak, aby vyhrál ten druhý. Nakonec Rowan poruší pravidla a Citře zlomí vaz, ta je odvezena na oživení a k následné rekonvalescenci. V mezičase, když Citra ještě není zcela oživena, k ní promlouvá Nimbus, který takto obchází zákaz vměšování se do záležitostí Smrtek, a vyjadřuje své obavy o cech Smrtek a jeho budoucnost. 
Citra po svém oživení s pomocí Smrtky Curie odhaluje, že Smrtka Faraday je stále naživu a vydává se ho hledat. Rowan se mezitím se Smrtkou Goddardem účastní hromadného kosení, během kterého se ale rozhodne Goddarda i jeho přívržence zabít. Z tohoto činu je sice posléze obviněn, ale díky svým kontaktům není vyšetřován. Po závěrečném duelu mezi Citrou a Rowanem je za novou Smrtku prohlášena Citra, která si volí jméno Anastázie. Rowan se s její pomocí vydává na útěk společně s Faradayem. 
V zavěru knihy se Smrtka Anastázie vyjadřuje k nedávným událostem, kdy Smrtka, která si říká Lucifer, loví zkažené a nehodné Smrtky a natrvalo je zbavuje života. Z kontextu vyplývá, že Smrtka Lucifer je ve skutečnosti Rowan.

## Hlavní postavy
- Rowan Damisch – učeň nejprve Smrtky Faradaye, posléze Smrtky Goddarda. Na konci knihy se stává Smrtkou Luciferem a vyhledává zkažené Smrtky.

- Citra Terranova – učenka Smrtky Faradaye společně s Rowanem, později Smrtky Currie. Na konci knihy se stává Smrtkou Anastázií pojmenovanou po Anastázii Romanovové.

- Smrtka Michael Faraday – Respektovaná Smrtka, mentor Rowana a Citry. Pojí ho blízké vztahy se Smrtkou Curie. Jméno si zvolil podle anglického vědce Michaela Faradaye.

- Smrtka Marie Curie – První dáma smrti, uznávaná Smrtka, která se stává Citřinou mentorkou a pomáhá společně s ní Faradayovi a Rowanovi v boji se zkaženými Smrtkami. Jméno nese podle Marie Curie-Skłodowské.

- Smrtka Robert Goddard – Smrtka s opulentním životním stylem, hlava tzv. Nového řádu. Je známý pro své neetické postoje a hromadná kosení. Jméno zvolil podle zakladatele raketové vědy, Roberta Goddarda.

## Přijetí
V roce 2017 získala Smrtka cenu Michael L. Printz Award. Recenze v médiích nešetřily chválou. Business Insider ji vidí jako budoucího nástupce široce oblíbených Hunger Games, její tempo označuje za svižné a oceňuje dystopický svět, který je čtenáři Smrtky předkládán. Z českého prostředí lze odkázat na recenzi Terezy Dvořákové, která knihu považuje za originální, šokující a ve svém žánru jedinečnou. Jako hlavní témata díla uvádí lidské svědomí a morální hodnoty. Markéta Veselá pro Knihy Dobrovský ve své recenzi uvádí, že svět Smrtek čtenář nebude chtít opustit, protože je plný napětí, fantazie a morálních zamyšlení, která nás nenechají klidnými. S knihou a jejím vzdělávacím potenciálem pak mají možnost dále pracovat učitelé či knihovníci v rámci čtenářských dílen, metodický list je k dispozici například v Almanachu knížky do lavice z projektu Místní akční plán rozvoje vzdělávání v ORP Zlín II.
Sarah Falcusová a Maricel Oró-Piqueras Smrtku zařadili na konec dlouhé série fantastických textů, které pracují s konceptem světa, ve kterém byl nalezen „lék“ proti stárnutí. Jedním z prvních známých děl tohoto typu jsou Swiftovy Gulliverovy cesty (1726). Příběhy o hledání nesmrtelnosti však podle Teresy Mangumové vytvářejí díky své početnosti celý svébytný subžánr.

## Adaptace
V současné době probíhá zpracování scénáře Smrtky, nicméně žádné oficiální informace, které by přiblížily, v jaké fázi se přípravy nachází, zatím nejsou dostupné. Sám autor však při rozhovoru na HumbookFestu v říjnu roku 2023 uvedl, že probíhá diskuze o tom, že více než filmové, by adaptaci svědčilo seriálové zpracování, ve kterém by mohl být svět Smrtek prozkoumán podrobněji.